# Anamorphus waltoni
Anamorphus waltoni es una especie de coleóptero de la familia Endomychidae.

## Distribución geográfica
Habita en Florida (Estados Unidos).